# Monte Fraser
El monte Fraser o monte Frazer (en inglés: Mount Fraser) es una montaña ubicada inmediatamente al norte de la bahía Novosilski en la costa sur de la isla San Pedro, la mayor del archipiélago subantártico de las islas Georgias del Sur, en el océano Atlántico Sur, cuya soberanía está en disputa entre el Reino Unido el cual las administra como «Territorio Británico de Ultramar de las islas Georgias del Sur y Sandwich del Sur», y la República Argentina que las integra al Departamento Islas del Atlántico Sur, dentro de la Provincia de Tierra del Fuego, Antártida e Islas del Atlántico Sur.
Este monte fue identificado por primera vez por el South Georgia Survey en el periodo 1951-1957 y se le dio nombre por United Kingdom Antarctic Place-Names Committee (UK-APC) en honor a Francis C. Fraser, un zoólogo británico miembro del personal científico de la Estación de Investigaciones Marinas Discovery ubicado en Grytviken, en la isla San Pedro entre los años 1926-1927, 1928-1929, y 1930, y que también trabajó en los barcos de investigación Discovery en 1927 y Discovery II entre 1929 y 1931.